# Paleka
Paleka (Lisboa, Portugal, 4 de Outubro de 1954) é um baterista português especializado em música jazz, contemporânea e tradicional entre outros gêneros.

## Biografia
Tocou e gravou com muitos artistas de relevo do seu país. O início do seu percurso musical passou pelo Hot Clube de Portugal, clube fundado por Luís Vilas-Boas em 1948 e o Luisiana, clube de Luís Vilas-Boas, situado em Cascais (um clube onde tocaram várias celebridades tais como: Charles Lloyd, Keith Jarrett, Jack DeJohnette, Cecil McBee e outros).
Ele é um dos quatro músicos que fizeram parte do primeiro grupo de alunos a surgir da primeira escola de jazz do país, a escola do Hot Clube de Portugal, que nasceu no final dos anos 70, cujo primeiro director foi o contrabaixista - Zé Eduardo. 
Este grupo chamava-se O Quarteto.
Tocou e gravou discos com Sergio Godinho por mais de 20 anos. 
Entre outras personalidades portuguesas com quem ele também gravou e partilhou repetidamente os palcos foram Jorge Palma, e Rui Veloso.

## Carreira
Tocou com o lendário Kai Winding, e com outros músicos tais como: António Pinho Vargas, Steve Potts, Zé Eduardo, Carlos Azevedo e muitos outros músicos de jazz. 
Em 1979 ele entrou no seu primeiro festival internacional de jazz, o 9º Cascais Jazz, com o Quinteto Pedro Mestre.
Gravou pela primeira vez num disco em 1977, Doce de Sheila.
Fez parte do Trio da Casa no programa televisivo do Luís Vilas-Boas, Clube de Jazz, da RTP1, ao lado de Mário Laginha e Carlos Barretto.